# Met Doran
Met Doran (engl. Matt Doran; Sidnej, 30. mart 1976) australijski je glumac. Verovatno je najpoznatiji po ulozi Mausa u filmu Matrix iz 1999.
Dve godine je studirao glumu na Australijskoj akademiji za film i televiziju, gde je osvojio nekoliko nagrada, uključujući onu za Najbolju ulogu i Najunapređenijeg studenta. Krajem 1991. godine je diplomirao i imao glavnu ulogu u filmu , a pojavio se i u TV sapunici E Street.
Doran je postao poznatiji javnosti nakon uloge učenika Demijena Robertsa (Damien Roberts) u australijskoj sapunici Home and Away, od 1992 — 1996. Gostovao je u TV serijama G.P., Fallen Angels, Water Rats, Medivac, Murder Call, Farscape i Stingers.

## Izabrana filmografija
- Tanka crvena linija, redov. Kumbs (Pvt. Coombs), 1998.[1]
- Matriks, Maus (Mouse), 1999.[2]
- Ratovi zvezda Epizoda II: Napad klonova, Elan Slizbagano (Elan Sleazebaggano), 2002.[1]
- , Ron Karlson (Ron Carlson), 2005.[1]
- Magbet, Malkom (Malcolm), 2006.
- Bitka prokletih, Ris (Reese), 2013.[1]

## Spoljašnje veze
Mediji vezani za članak Met Doran na Vikimedijinoj ostavi

- Met Doran na sajtu  (jezik: engleski)